# Hyposmocoma butalidella
Hyposmocoma butalidella là một loài bướm đêm thuộc họ Cosmopterigidae. Nó là loài đặc hữu của Maui. Loài địa phương ở Haleakala, nơi nó được tim thấy ở độ cao 7,000 feet.